# Solander-Box

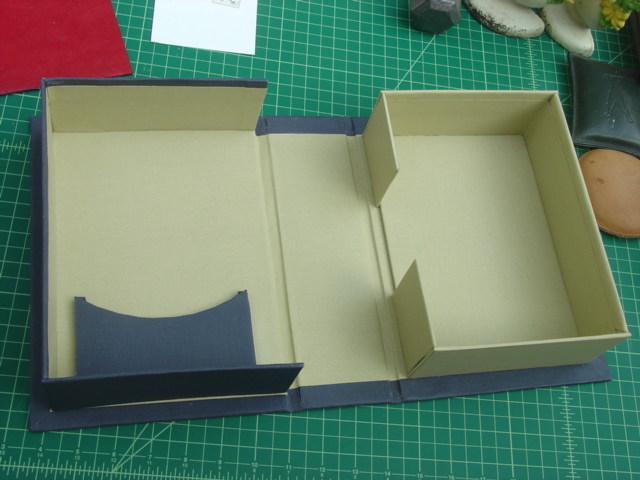
Eine Solander-Box

Eine Solander-Box ist eine Klappkassette in Buchform. Sie besteht aus Holz oder Pappkarton und ist mit einer stabilen Überschlagdecke versehen. Sie dient vor allem zur Aufbewahrung von Büchern, Dokumenten und Grafiken. Das Äußere der Kassetten ist oft mit Stoff oder Leder überzogen, während das Innere mit dickem Papier ausgefüttert ist.
Die Solander-Box erfand der schwedische Botaniker Daniel Solander, während seiner Tätigkeit als Bibliothekar für das Britische Museum.

## Nachweise
- A Glossary of Archival and Records Terminology (englisch)
- Solander box bei Archivists.org, A Glossary of Archival and Records Terminology (englisch)

## Weiterführende Literatur
- Robien E. van Gulik: Storage of prints - a glimpse through the past towards the future. 1999 (PDF).